# Boeing X-46
Il Boeing X-46 era un progetto di aeromobile a pilotaggio remoto (UCAV), che doveva essere sviluppato in collaborazione tra la United States Navy e la Defense Advanced Research Projects Agency (DARPA) come variante imbarcata basata sull'X-45 della Boeing, in fase di sviluppo per la United States Air Force.

## Storia del progetto
Due contratti per dimostratori di tecnologia furono assegnati nel giugno 2000: uno alla Boeing per l'X-46A e l'altro alla Northrop Grumman Corporation per l'X-47A.

Nel mese di aprile 2003, i progetti dell'Air Force e della Marina furono formalmente riuniti sotto il programma comune J-UCAV (di DARPA/USAF/Navy insieme), in seguito ribattezzato J-UCAS (Joint Unmanned Air Systems).

Il programma X-46 fu quindi giudicato ridondante e concluso e così pure, successivamente, il programma J-UCAS.

Nell'estate del 2006 iniziò un programma dimostrativo N-UCAS esclusivamente per la marina.

La Boeing utilizzò materiale sviluppato per l'X-45 e l'X-46 per proporre l'X-45N come dimostratore navale UCAV.
La successiva evoluzione del programma è quella di fornire più vasta autonomia ai velivoli, come richiesto dall'USAF.
Allo scopo i progettisti Boeing hanno creato l'X-45C, basato in parte sul disegno dell'X-46 che era stato sviluppato per il programma UCAV-N.

### Utilizzatori
Stati Uniti
- United States Air Force
- United States Navy